# 卡萝尔·肯尼迪
卡萝尔·肯尼迪（英語：Karol Kennedy，1932年2月14日—2004年6月25日），美国女子花样滑冰运动员。她曾代表美国参加1948年和1952年冬季奥林匹克运动会花样滑冰比赛，其中1952年冬季奥运会获得一枚银牌。

## 家庭
哥哥彼得·肯尼迪。